# Prosoplecta bipunctata
Prosoplecta bipunctata är en kackerlacksart som först beskrevs av Brunner von Wattenwyl 1865.  Prosoplecta bipunctata ingår i släktet Prosoplecta och familjen småkackerlackor.
Artens utbredningsområde är Filippinerna. Inga underarter finns listade i Catalogue of Life.